# Opher
Opher – izraelska bomba kierowana naprowadzana termowizyjnie. Część bojową bomby tworzy izraelska bomba burząca wagomiaru 500 funtów (odpowiednik amerykańskiej Mark 82).
Bomba Opher jest przeznaczona do zwalczania czołgów i innych pojazdów opancerzonych. Bomba przypomina wyglądem bomby kierowane laserowo, ale koordynator bomby mieści nie czujniki promieniowania laserowego, ale podczerwieni. Po zrzucie Opher opada po torze balistycznym. Na końcowym odcinku lotu samonaprawadza się na cel kontrastujący cieplnie. Zastosowany układ samonaprowadzania zapewnia rozrzut rzędu 2 m co dzięki zastosowaniu części bojowej o masie 240 kg zapewnia wysokie prawdopodobieństwo porażenia celu.